# Ethnomusicologie
L’ethnomusicologie est une science humaine qui étudie les rapports entre musique et société.
D'abord appelée « musicologie comparée », cette discipline proche de la sociologie de la musique issue de l’ethnologie et de la musicologie est institutionnellement rattachée à l'une ou l'autre de ces disciplines, desquelles elle tire ses méthodes descriptives. Comme la musicologie, l'ethnomusicologie peut occasionnellement emprunter des outils à l'acoustique ou aux sciences cognitives. Elle s'intéresse autant aux musiques de tradition orale qu'aux musiques érudites de cultures étrangères à celle du chercheur.
La plupart du temps, les recherches en ethnomusicologie se basent sur un travail de terrain, l’observation participante. D'autres chercheurs analysent des enregistrements et des objets fabriqués, instruments, guides, systèmes de notation, soit produits localement pour la consommation locale, soit issus des travaux de terrain antérieurs.
L'ethnomusicologie s'enseigne dans des institutions universitaires qui dépendent des départements académiques des sciences sociales ou de ceux des arts ou spécifiquement de la musique.

## Définition
Le Néerlandais Jaap Kunst utilisa le premier le terme « ethnomusicologie » en 1950. À l'origine, l'ethnomusicologie, appelée « musicologie comparée », s'intéressait aux musiques délaissées par la musicologie, étude de la musique occidentale dite classique. La discipline examinait les différences entre les principes de ces musiques et ceux de la théorie de la musique occidentale ; cette dénomination tomba en désuétude dans les années 1950. Au cours du temps, la définition s'élargit pour contenir l'ensemble des musiques du monde.
L'ethnomusicologie peut être définie comme l'étude holistique de la musique dans ses contextes culturels. Elle adopte le point de vue de différentes disciplines : folklore, psychologie, anthropologie culturelle, musicologie comparée, théorie de la musique et histoire. La variété disciplinaire a donné naissance à de nombreuses définitions. L'attitude et le centre d'intérêt des ethnomusicologues a évolué depuis les premières études de musicologie comparée dans les années 1900.
Bien qu'il n'y ait pas de définition unique, un certain nombre de constantes apparaissent. Les ethnomusicologues s'entendent pour considérer la musique au-delà du point de vue purement historique, en tant que musique dans une culture, musique en tant que culture et musique en tant que reflet de la culture,. De plus, de nombreuses études musicologiques partagent l'approche méthodologique de la démarche ethnographique de terrain, qui consiste à se rendre sur place, conduire des entretiens avec les personnes impliquées dans la culture musicale et, souvent, prendre le rôle d'observateur participant dans la pratique musicale. L'enquêteur de terrain amasse souvent des enregistrements et des informations contextuelles sur la musique qu'il étudie. Les études ethnomusicologiques ne s'appuient pas exclusivement sur l'écrit comme source d'autorité épistémique, mais également sur la tradition orale et l'étude des enregistrements de performances musicales, considérés comme des artéfacts en archéologie.

## Ethnomusicologie et politique
Fondée aux États-Unis dans les années 1960 à une époque où la chanson populaire est au centre de manifestations politiques, dans d'autres pays par la congrégation des études du folklore, l'ethnomusicologie englobe alors l'étude des textes chantés. Alan Merriam estime que « la chanson elle-même donne la liberté d'exprimer des pensées, des idées, des commentaires qui ne peuvent être déclarés sèchement dans la situation normale de parole. » Il estime que « la fonction de la musique (…) est inséparable de la fonction de la religion. » Cette analyse partagée fait du contrôle de la musique un enjeu, et donne à son étude une importance politique.
Dans le continent européen, notamment en Allemagne, en Autriche, en Hongrie l'ethnomusicologie dérive de l'étude du folklore, tandis qu'au Royaume-Uni, comme en France, elle s'exerce aussi dans le domaine colonial. Les réflexions de Herder sur la culture populaire, nationale, par opposition à la culture savante, qui se veut universelle, imprègnent la discipline, alors même qu'elle se concentre sur les aspects techniques de la description et de l'établissement des répertoires musicaux.
Le domaine de l'ethnomusicologie aborde ainsi les problématiques de l'identité culturelle et politique.

## Quelques ethnomusicologues importants
- Simha Arom (1930 -) travaille principalement en Afrique centrale. Il s'est attaché à décrire les systèmes cognitifs implicites dans les productions musicales, notamment gammes et rythmes.
- Mantle Hood (1918 - 2005) ayant étudié le gamelan, il a promu l'idée que les chercheurs devaient jouer la musique qu'ils étudient.
- Erich von Hornbostel (1877 - 1935) et Curt Sachs (1881 - 1959) ont proposé une classification des instruments de musique du monde entier.
- Gerhard Kubik (en) (1934 -) musicien, il étudié les systèmes musicaux d'Afrique de la zone Bantoue, décrivant une conception musicale différent par l'aspect fondamental du rapport entre les musiciens de celle en vigueur en Europe.
- Jaap Kunst (1891 - 1960) musicien, folkloriste hollandais, il étudie le gamelan, et enseigne la musicologie comparée, qu'il décide d'appeler ethno-musicologie.
- John (1867 - 1948) et Alan Lomax (1915 - 2002) recueillent des musiques du sud des États-Unis ; Alan Lomax propose un système de classification générale des chants, le 'Cantometrics (en).
- Claudie Marcel-Dubois (1913-1989) et Marie-Marguerite Pichonnet-Andral (1922-2004), pionnières de la discipline en France, spécialistes de la musique populaire française et enquêtrices dans les campagnes des années 1940 aux années 1980.
- Alan Merriam (1923 - 1980) étudie d'abord des musiques amérindiennes, puis africaines; il propose un programme d'étude des musiques comprenant les concepts musicaux et l'attitude en rapport à la musique de la population concernée, et l'étude des sons musicaux.
- Prithwindra Mukherjee (1936-), auteur d'un inventaire dans une perspective cognitiviste des modes de la musique indienne du nord et du sud : Thât/ Mélakartâ[10].
- Bruno Nettl (1930 -) étudie des musiques amérindiennes et publie des réflexions sur les problèmes liés à la discipline.
- Lucie Rault (1944 -) spécialiste de la cithare chinoise zheng, elle donne des ouvrages sur la musique chinoise et d'organologie des instruments traditionnels.
- André Schaeffner (1895 - 1980) premier directeur de la section musique du Musée de l'Homme de Paris, il publie des ouvrages sur la musique européenne et sur celles de l'Afrique de l'Ouest.
- Trân Van Khé (1921 - 2015) et Tran Quang Hai (1944-) musiciens vietnamiens et spécialistes des techniques musicales asiatiques et du chant diphonique.
- Hugo Zemp (1937 -) est un pionnier suisse de l'utilisation de l'audiovisuel en ethnomusicologie.
- Patrice Coirault (1875 - 1959) est un chercheur indépendant dont les travaux portent sur la chanson traditionnelle française.